# Squid (arme)
Pour les articles homonymes, voir Squid.

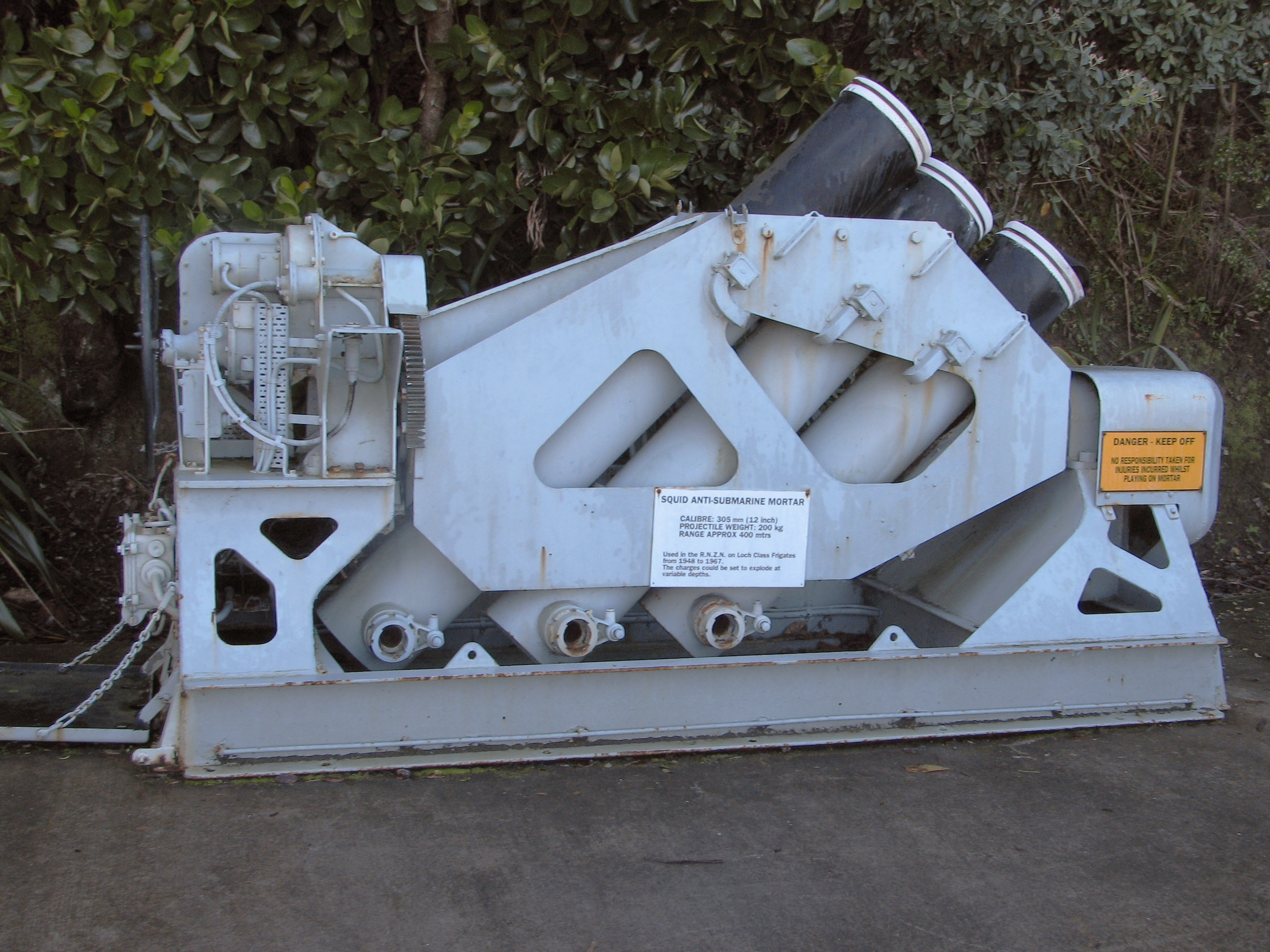
Un Squid.

Le Squid (« Calmar ») est une arme anti-sous-marine britannique de la Seconde Guerre mondiale. C'est un mortier triple projetant des grenades anti sous-marines. Cette arme remplacera le « Hérisson » (Hedgehog) et sera à son tour remplacée par le « Limbo ».

## Origine
Mise en chantier en 1942, sous les auspices du Directorate of Miscellaneous Weapons Development (en), cette arme est testée pour la première fois en mai 1943, sur le HMS Ambuscade.
Le HMS Hadleigh Castle sera le premier escorteur à en être pourvu. Pendant le second conflit mondial, 70 escorteurs en seront équipés.

## Description

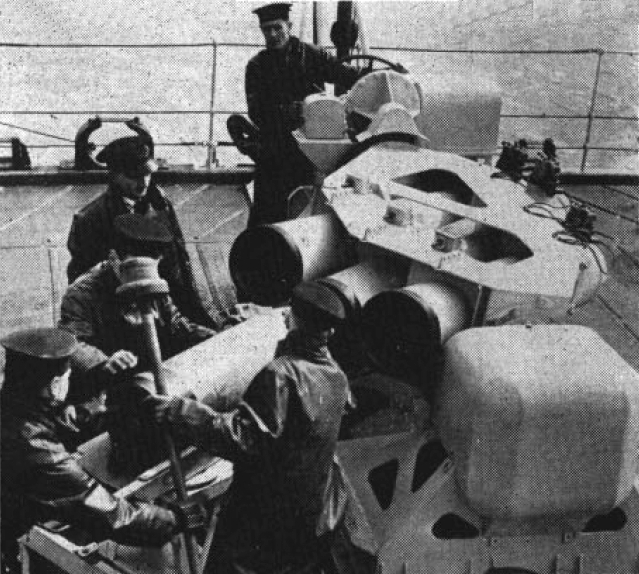
Chargement d'un mortier Squid (1952).

Il s'agit de 3 tubes de mortier de 305 mm sur un même affût. Ils sont légèrement divergents pour que les charges lancées forment un triangle autour de la cible visée.

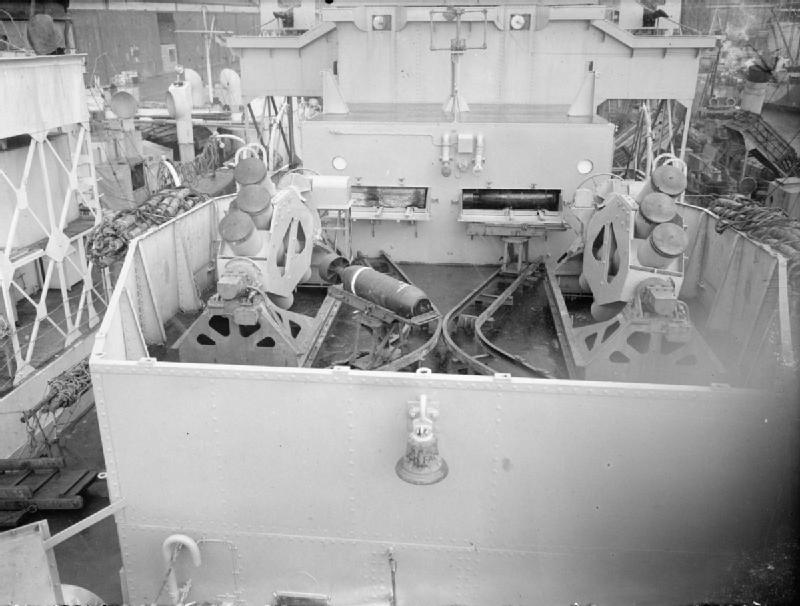
Mortiers Squid sur HMS Loch Fada, en 1944. Noter les dispositifs d'aide au rechargement.

Les tubes peuvent être orientés de 90° pour faciliter le chargement des projectiles de 177 kg, portant 94 kg d'explosif (Minol). Les projectiles ont une vitesse de descente dans l'eau de 13,5 m/s. Leur profondeur maximum efficace est de 294 m. Les charges sont réglées pour exploser à la même profondeur.
L'installation habituelle est de deux affûts par navire, tirant en même temps sur l'avant.
La mise en place du Squid imposait de retirer une pièce d'artillerie, ce que certains commandants ont refusé.

## Mise en œuvre
Le Squid est couplé avec l'ASDIC. Le retard à l'explosion est réglé en fonction de la position de la cible repérée. Les charges sont ainsi réglées pour exploser 7,6 m au-dessus ou au-dessous de la coque du sous-marin, qui est écrasée par la pression due aux explosions.
Des essais menés après guerre ont estimé que le Squid avait un pouvoir létal 9 fois supérieur à celui des grenades anti sous-marines.

## Efficacité
Le premier succès est daté du 31 juillet 1944, lorsque le HMS Loch Killin détruisit le U-333.
Au cours du conflit, le Squid est crédité de la destruction de 17 sous-marins, en 50 attaques.

## Évolution
Jusqu'en 1959, 195 Squids seront installés.
Le dernier tir de Squid pour la Royal Navy aura lieu en 1977, avec le HMS Salisbury (F32).

## Source
- (en) Cet article est partiellement ou en totalité issu de l’article de Wikipédia en anglais intitulé « Squid (weapon) » (voir la liste des auteurs).
- (en) Brian Lavery, River-class Frigates and the Battle of the Atlantic, 2006, Londres, National Maritime Museum,  (ISBN 978-0-948065-73-6).